# Vlčice (železniční zastávka)
Vlčice jsou železniční zastávka nacházející se na jižním konci katastru obce Vlčice (okres Trutnov) v okrese Trutnov, vzdálenost od centra obce je asi 2,5 km. Zastávka leží v km 118,017 neelektrizované jednokolejné trati Chlumec nad Cidlinou – Trutnov mezi stanicemi Pilníkov a Trutnov hlavní nádraží.

## Historie
Trať procházející zastávkou byla zprovozněna již 21. prosince 1870, ale zastávka s tehdejším německým názvem Wildschütz byla otevřena až 1. října 1893. Od roku 1945 se používá české pojmenování Vlčice.

## Popis zastávky
V zastávce je u traťové koleje zřízeno vnější jednostranné nástupiště o délce 153 m s nástupní hranou ve výšce 300 mm nad temenem kolejnice. Přístup k zastávce je z přístupové komunikace. Někdejší budova zastávky byla adaptována pro jiné účely, cestujícím je k dispozici přístřešek.
U zastávky se v km 118,051 nachází přejezd P4556 zabezpečený světelným přejezdovým zabezpečovacím zařízením se závorami. Jedná se o křížení se silnicí I/16.